# Philip Khuri Hitti
Philip Khuri Hitti (n. 22 iunie 1886, Shemlan⁠(d), Guvernoratul Munții Liban, Liban – d. 24 decembrie 1978, Princeton, New Jersey, SUA), născut în Shimlan, în provincia otomană Siria (acum Liban), a fost un mare istoric al lumii arabe, semitolog și islamolog. El era de religie creștin maronit.

## Biografie
Hitti a studiat mai întâi la o școală ținută de o misiune presbiteriană americană la Suq al-Gharb, iar apoi la Universitatea Americană din Beirut. După obținerea diplomei universitare în 1908, a predat la Universitatea Americană din Beirut, apoi la Columbia University unde a predat limbi semitice. În 1915 a obținut titlul de doctor. Dupa încheierea Primului Război Mondial, s-a reîntors la Universitatea Americană din Beirut unde predă până în 1926. În februarie 1926 i se oferă o catedră la Princeton University unde va lucra până la pensionare, în 1954. Hitti a fost atât profesor de limbi și literaturi semitice, cât și șeful Departamentului de Limbi Orientale. După pensionare, a mai lucrat la Harvard, University of Utah și George Washington University în Washington, D.C.
Philip K. Hitti a fost cel care a introdus studiile arabe, ca disciplină academică, în Statele Unite ale Americii.

## Opera
- History of the Arabs
- The Syrians in America (1924)
- The origins of the Druze people and religion: with extracts from their sacred writings (1928)
- Kitab al-I'tibar|An Arab-Syrian Gentlemen in the Period of the Crusades: Memoirs of Usamah ibn-Munqidh (1929)
- History of Syria: including Lebanon and Palestine (1957)
- The Arabs (1960)
- Lebanon in History (1967)
- Makers of Arab History (1968)
- The Near East in History (1961)
- Islam and the West (1962)
- Islam: A Way of Life (1970)
- Capital cities of Arab Islam (1973)

## Lucrări ale lui Philip K. Hitti traduse în limba română
- Philip K. Hitti. 2008. Istoria arabilor. Traducere, note și index: Irina Vainovski-Mihai. București: Editura All. ISBN 973-571-855-8